# Gakaba
Gakaba, ook geschreven als Gaa Caba, is een plaats in het district Sipaliwini in Suriname.
In de Marowijnerivier is er zicht op een stroomversnelling en een groepje eilanden. Direct achter het dorp ligt het vliegveldje Gakaba Airstrip.
In het dorp is een post van de Medische Zending, een winkeltje, school en een kerkgenootschap van de Jehova's getuigen. Op 15 mei 2019 werd het bezocht door first lady Ingrid Bouterse-Waldring, minister Antoine Elias van Volksgezondheid en directeur Rick Kromodihardjo van het Staatsziekenfonds (SZF) in bijzijn van de districtscommissaris.
Affivisiti · Agaigoni · Ajokojokondre · Akani Pata · Aloepi 1 & 2 · Alopi · Antino · Antonio do Brinco · Apetina · Benanoe · Benzdorp · Clementi · Cottica · Draai · Drietabbetje · Gakaba · Godo-olo · Godoro · Granbori · Herminadorp · Intelewa · Kampoe · Kawemhakan · Koemakapan · Kontina · Lensidede · Maboga · Maisa Kampu · Manlobi · Moitaki · Monpoesoe · Nikie · Paloemeu · Peleloe Tepoe · Peruano · Poeketi · Poeloegoedoe · Ronaldo · Sajé · Tjon Tjon · Tutu Kampu · Wanfinga · Wehejok